# Bitburger

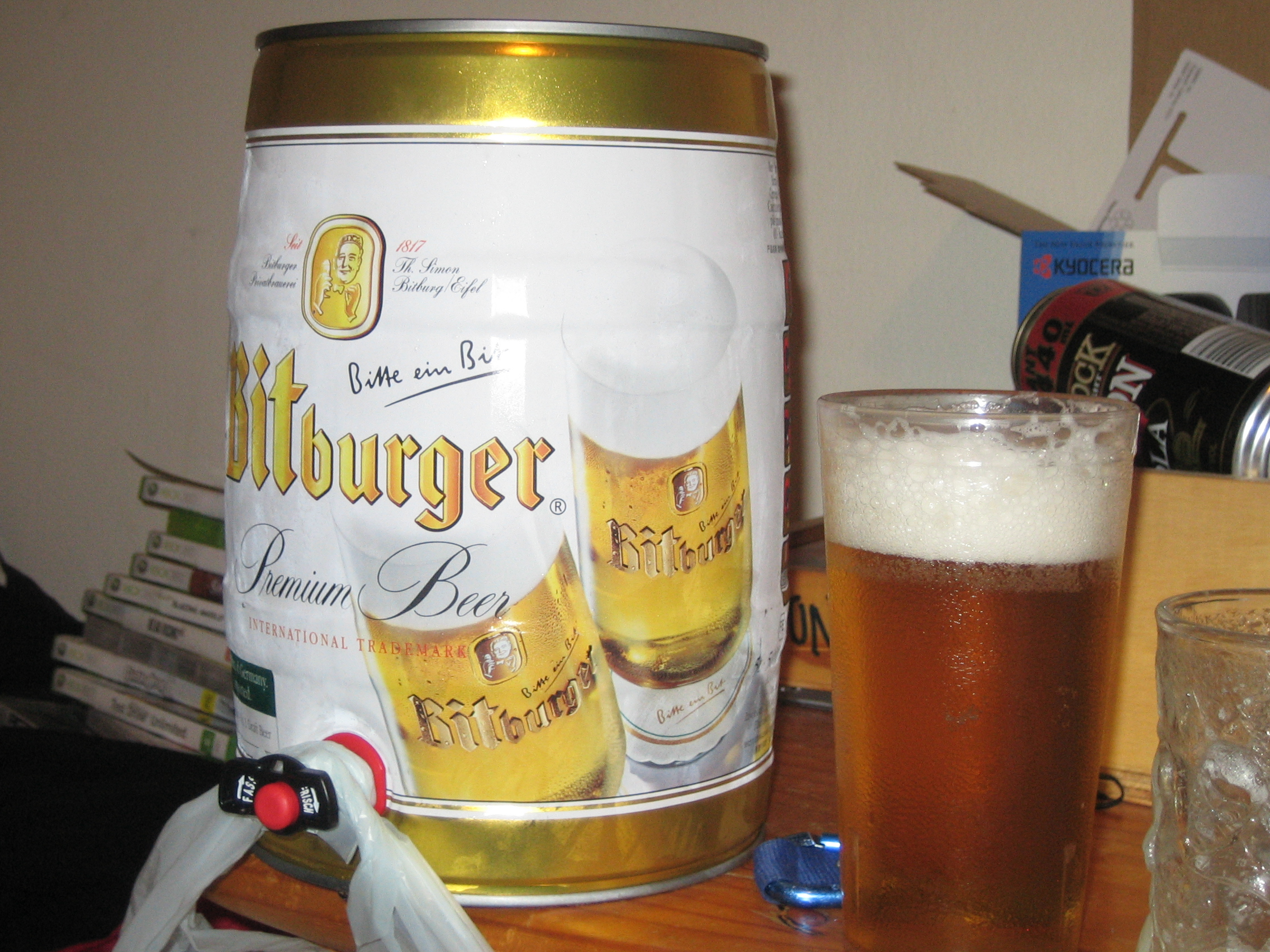
5 litrowa beczka piwa marki Bitburger

Bitburger (Bitburger Brauerei Th. Simon GmbH) – jeden z największych browarów w Niemczech. Założony w 1817 roku w mieście Bitburg.
Obecnie Bitburger osiąga obroty ok. 4 mln hektolitrów rocznie. 
Najbardziej znana marka browaru to Bitburger Premium Pils.